# 生态社区主义
生态社区主义（Eco-communalism）是一种环境哲学，基本理念是简单生活、自给自足、可持续性，以及投资本土经济。生态社区主义设想在将来，资本主义经济体系将被相互依赖和相互联系的地方社区所构成的全球经济网络所替代。分权政府、关注农业、生物多样性、民族多样性和绿色经济都是生态社区主义的原则。

## 历史
生态社区主义从一组不同的意识形态中找到了它的根源，这些理念包括“威廉·莫里斯對工业化的田园反应和19世纪的乌托邦社会（1993年，Thompson），E·F·舒马赫的《小即是美》哲学（1972年），以及圣雄甘地的传统主义（1993年）”。:18
生态社区主义一词最早由Tellus研究所所长保罗·拉斯金於1995年召集的全球模拟研究（Global Scenario Group，簡稱GSG）提出。随着地球进入了一个行星阶段的文明，GSG开始着手描述和分析地球的未来。GSG的模拟分析产生了一系列报告。2002年，生态社区主义作为6个未来可能的情况中的一种成形，发表于GSG 99页的题为“大过渡：前方的承诺和诱惑”（"Great Transition: The Promise and Lure of the Times Ahead."）的论文中。这篇论文将生态社区主义描述为“更美好生活的愿景”，地球生态将会转向“非物质方面的满足——生活质量、人类团结和地球环境”:42。

## 可能情况
生态社区主义的愿景只是GSC分析出的可能情况中的一种，文章大过渡（Great Transition）将可能的情况分为三类：第一类：传统世界，看到了资本主义价值观的维护，只迫于市场和政策改革在试图遏制环境恶化。第二类：粗俗化，是指环境崩溃导致整体社会崩溃。第三类：大过渡，是一个包括发现人类改变其与环境之间关系的“生态社区主义社会革命”（2005年10月约翰·贝拉米福斯特的月度审核）的途径。生态社区主义在一个更广泛的全球公民运动中扮演着重要角色。

## 实践
生态社区主义生已经在全世界的不同层次付诸了实践。像黎明之村(Auroville)、Nimbin和Federation of Damanhur这样城镇联盟正在试图提供一个更环保、低环境影响的生活方式。大的组织像Findhorn基金会通过提供教育来帮助新形式的社区。另外，所有这些团体还有更多的人都是全球生态社区网络的合作者，他们都在努力支持全世界的生态社区主义。

## 参阅
- 深層生態學
- 生態女性主義
- 生態旅遊
- 田园城市理论
- 生态城市
- 意識社區
- 樸門
- 綠色無政府主義